# Municipio de Pine River (Minnesota)
El municipio de Pine River (en inglés: Pine River Township) es un municipio ubicado en el condado de Cass en el estado estadounidense de Minnesota. En el año 2010 tenía una población de 1156 habitantes y una densidad poblacional de 12,41 personas por km².

## Geografía
El municipio de Pine River se encuentra ubicado en las coordenadas 46°45′27″N 94°27′59″O / 46.75750, -94.46639. Según la Oficina del Censo de los Estados Unidos, el municipio tiene una superficie total de 93.19 km², de la cual 90,4 km² corresponden a tierra firme y (2,99 %) 2,78 km² es agua.

## Demografía
Según el censo de 2010, había 1156 personas residiendo en el municipio de Pine River. La densidad de población era de 12,41 hab./km². De los 1156 habitantes, el municipio de Pine River estaba compuesto por el 96,28 % blancos, el 1,04 % eran amerindios, el 0,61 % eran asiáticos, el 0,17 % eran de otras razas y el 1,9 % eran de una mezcla de razas. Del total de la población el 1,21 % eran hispanos o latinos de cualquier raza.